# Pilar Bakam Tzuche
Pilar Bakam Tzuche, née le 10 avril 1988, est une haltérophile camerounaise.

## Carrière
Au niveau continental, elle remporte la médaille de bronze aux Championnats d'Afrique d'haltérophilie 2009 dans la catégorie des moins de 53 kg et la médaille d'argent aux Championnats d'Afrique d'haltérophilie 2010 dans la catégorie des moins de 58 kg.